# Филателия

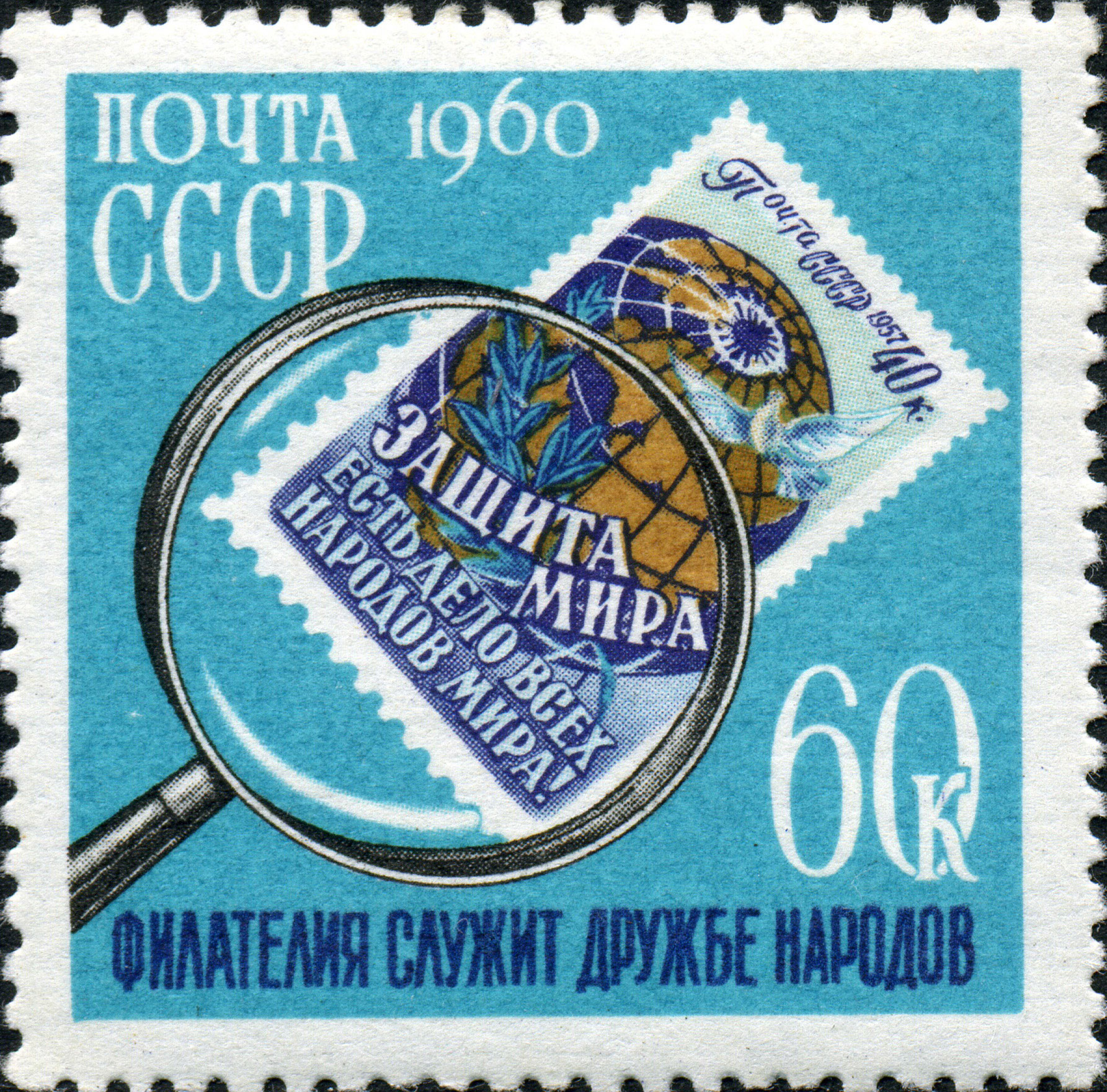
«Филателия служит дружбе народов»: марка СССР «День коллекционера», 1960

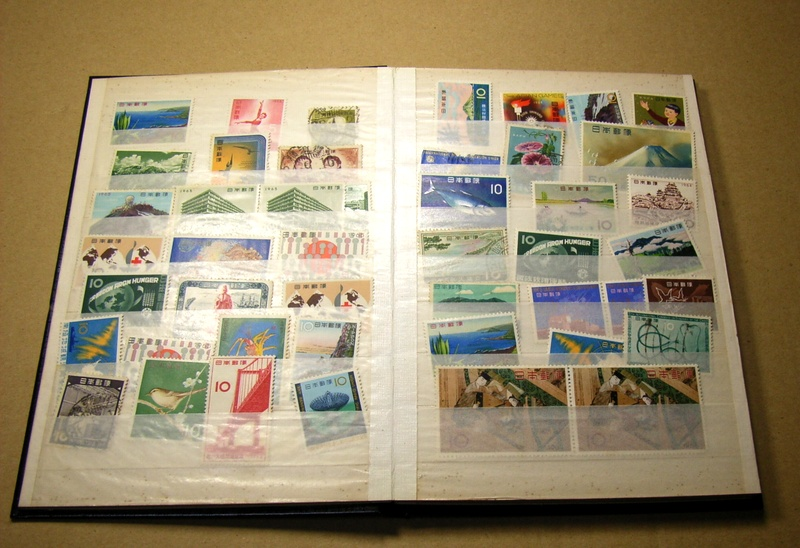
Коллекция почтовых марок Японии, хранящаяся в кляссере

Филатели́я (греч. φιλο, люблю + ἀτέλεια, освобождение от оплаты) — область коллекционирования и изучения знаков почтовой оплаты (например, почтовых марок) и других филателистических материалов. Самым непосредственным образом областью изучения филателии является также история почтовой связи. В некоторых случаях под филателией может также подразумеваться совокупность собственно предметов филателистического коллекционирования (например, «магазин „Филателия“»).

## Объекты филателии
К объектам филателии относят, в широком значении, знаки почтовой оплаты и сопутствующие почтовые документы и материалы. В частности, объектами филателистического коллекционирования являются:
- наклеиваемые почтовые марки,
- разнообразные провизории,
- марки гербового сбора,
- конверты, почтовые карточки, открытки, формуляры (бланки) с этими знаками (почтовыми марками) — напечатанными (так называемые цельные вещи) или наклеенными (так называемые целые вещи),
- оттиски календарных, рекламных, специальных и других почтовых штемпелей, гашений и штампов, включая оттиски франкировальных машин (франкотипы),
- телеграммы,
- почтовые формуляры, квитанции, наклейки, этикетки и ярлыки,
- другие материалы, иллюстрирующие различные аспекты работы почтовых ведомств и администраций,
- другие виды филателистических материалов.

## Происхождение термина
Термин «филателия» (фр. philatélie) образован от греч. «φίλος», «φιλέω» — друг, люблю и «τέλος» — сбор, пошлина. В других трактовках слово происходит от «φίλος» — друг и «ἀτέλεια» — освобождение от оплаты, пошлины, сбора, франкирование или от «φίλος» — друг и «ἀτελής» — без конца, то есть «друг того, что никогда не кончается». В прошлом в Греции на письмах ставили особую отметку — телос, которая показывала, что письмо оплачено отправителем и получателю не требуется ничего платить. Эта отметка является как бы предшественником современной почтовой марки, заменившей денежную плату за пересылку писем.
Первоначально страсть к знакам почтовой оплаты называли «тэмброфилией» или «тэмбрологией» (фр. timbre — почтовая марка). Но когда стало ясно, что так называемые «коллекционеры почтовых марок» не столько изучают их, сколько накапливают для совершенно других целей, таких как, например, оклейка комнат, новое увлечение окрестили «маркоманией». Термин «филателия» был введён французским коллекционером Жоржем Эрпеном (Georges Herpin) в 1864 году. В своей статье во французском ежемесячном журнале «Коллекционер почтовых марок» он писал, что получивший широкое распространение термин «маркомания» не отражает существа дела и предложил новое определение «филателия», имея в виду любовь к изучению всего, что относится к знакам почтовой оплаты — марок, конвертов, штемпелей, почтовых документов.

## История

Марка Кубы, посвящённая Дню почтовой марки (1968): картина «Филателист», автор — Г. И. Шилтьян(Sc #1332)

### XIX век

#### Коллекционирование и коллекции
Как область коллекционирования филателия возникла в 1840-е годы, после введения в обращение почтовых марок в 1840 году. Некоторые авторы считают, что первый филателист появился в день выпуска первой в мире почтовой марки. Известно, что 6 мая 1840 года Лондонская адвокатская контора «Оливерсон, Денби и Леви» (англ. «Oliverson, Denby and Lavie») отправила в Шотландию письмо с документами, франкированное десятью неразрезанными «Чёрными пенни». На конверте имеется разборчивый оттиск штемпеля «LS.6MY6. 1840». Таким образом, это первая в мире целая вещь с гашением первого дня обращения; в 1992 году на аукционе в Цюрихе этот конверт был продан за 690 тысяч франков.
Уже в 1846 году в Англии были известны случаи собирания почтовых марок в большом количестве, впрочем безо всякой системы, например, для оклеивания стен. Систематическое коллекционирование знаков почтовой оплаты по странам, выпускам и т. д. началось в середине 1850-х годов. Первым филателистом считается живший в Париже гравёр Мансен, который в 1855 году продал свою коллекцию, содержавшую почти все выпущенные к тому времени почтовые марки торговцу марками и букинисту Эдарду Лапланту (фр. Edard de Laplante). Благодаря спросу на почтовые марки появились торговцы, которые занялись продажей марок для целей коллекционирования.
К концу XIX века собирание марок охватило сотни тысяч людей всех классов общества, от детей бедняков до миллионеров и принцев царствующих домов. Даже некоторые государства имели коллекции знаков почтовой оплаты (например, Англия, Германия, Франция, Бавария, Болгария). Для этой цели с 1870-х годов в ряде стран стали создаваться национальные почтовые музеи, где собирались и хранились государственные коллекции знаков почтовой оплаты (первые — в Германии, Франции, Болгарии). На первом месте стояла коллекция Британского музея, собранная членом парламента Таплингом и завещанная им в 1891 году Музею; она обошлась в 800 000 немецких марок. Имперский почтовый музей в Берлине также обладал обширной коллекцией марок. Возникали крупные частные коллекции. Обширнейшая и единственная в своём роде коллекция принадлежала барону Филиппу Феррари в Париже и обошлась ему свыше 1 млн немецких марок.
Так как число почтовых знаков с каждым годом увеличивалось, то собирание их становилось всё затруднительнее. Поэтому с начала 1880-х годов появились так называемые специалисты-собиратели, которые ограничивались какой-нибудь одной частью света или несколькими государствами, или даже одним государством.

#### Общества филателистов и выставки
Ввиду затруднительности для одного лица вести с успехом дело коллекционирования, любители начали соединяться в общества собирателей почтовых марок. Первое филателистическое общество было организовано в Англии в 1866 году, а затем они стали появляться в США (1868), Великобритании (англ. «Philatelic Society», Лондон, 1869; в дальнейшем Королевское филателистическое общество Лондона), Германии (1869), Франции (фр. «Société française de timbrologie», Париж, 1874), затем в других странах. В конце XIX века обществ филателистов насчитывалось свыше 400, из которых большинство приходилось на Германию и Соединённые Штаты Америки. Представители немецких обществ собирались ежегодно с 1889 года на съезды обществ филателистов (Philatelistentage).
Филателистические общества устраивали выставки знаков почтовой оплаты. Первая выставка частной коллекции состоялась в 1852 году в Брюсселе. Первые филателистические выставки были организованы в Дрездене (1870), Берлине (1870), Вене (1873 — первая международная), Париже (1878), Антверпене (1887 — международная), Нью-Йорке (1889). В 1890 году, по случаю 50-летия существования почтовой марки, их было три — в Вене, Магдебурге и Лондоне.
В филателистических обществах существует множество наград, присваиваемых выдающимся коллекционерам или людям, внесших большой вклад в развитии филателии. Самые известные из них — Список Выдающихся Филателистов, Медаль Кроуфорда, Филателистическая Нобелевская премия, Трофей Иегуди Менухина, Премия Смитсоновского филателистического достижения

#### Торговля марками
Торговлей марками занимались тысячи людей; в крупных центрах существовали биржи и бывали аукционы. За редкие марки платили значительные цены: например, за марку Британской Гвианы первого выпуска (1850) в 2 цента на розовой бумаге было уплачено 1010 долларов. Ввиду высоких цен на редкие марки появились в обращении фальшивые марки; например, в Париже была открыта целая фабрика фальшивых марок. Обнаружение подделок было одной из задач филателистических обществ. Некоторые государства приходили на помощь коллекционерам: когда какая-нибудь вышедшая из употребления марка становилась редкой в продаже, почтовое ведомство отпечатывало со старых досок новое издание марок, которые продавало по умеренным ценам. Иногда печатные доски каким-нибудь путём попадали к частным лицам, которые также выпускали новые издания марок, ценимые, впрочем, дешевле правительственных.
Высоко ценились коллекционерами эссе (англ. essays) и пробные марки, которые изготавливались почтовым ведомством раньше выпуска марок, чтобы решить, не нужно ли сделать изменения в рисунке, печатании, красках и т. п. Кроме официальных, существовали и частные пробные марки, которые были представлены почтовому ведомству и последним забракованы.
Некоторые государства пользовались страстью коллекционеров для извлечения доходов и часто производили выпуски марок, вызывавшиеся не действительной необходимостью, а желанием сбыть их коллекционерам. Особенно много различных знаков почтовой оплаты выпускалось государствами Центральной и Южной Америки, где к тому же часто менялись формы правления и правители, а последние считали долгом выпускать новые марки. Иногда случалось, что при недостатке марок известной ценности они заменялись марками другой ценности, с наложением соответственного штемпеля, то есть надпечатки. Такие марки с надпечатками также высоко ценились коллекционерами, которые иногда искусственно вызывали появление подобных марок, скупая все имеющееся в наличности количество обыкновенных марок.
Любопытно, что к маркам, выпущенным со спекулятивной целью, в прошлом относили, за некоторыми исключениями, появившиеся в изобилии в последней четверти XIX века юбилейные знаки почтовой оплаты. В 1876 году в Соединённых Штатах Америки впервые появились юбилейные конверты по случаю празднования столетия объявления независимости; в 1887 году в Англии были выпущены марки по случаю 50-летия царствования королевы и т. д. Заслуживает внимания юбилейный конверт Великобритании 1890 года, продававшийся вместе с вложенным в него бланком для письма, с довольно сложным рисунком конверта, на котором были изображены старые и новые средства почтовой доставки. В таком же роде Швейцарией было выпущено юбилейное открытое письмо в 1893 году, по случаю 50-летия первых швейцарских знаков почтовой оплаты.

#### Филателистическая литература
С 1860-х годов стали издаваться каталоги и журналы по филателии, а также специальные альбомы для размещения и хранения филателистических коллекций, что стимулировало систематическое коллекционирование. Первый журнал, посвящённый почтовым маркам, появился в 1862 году в Ливерпуле под названием «The Stamp-Collector's Review and Monthly Advertiser», который выходил до 1864 года. С 1863 года начали также издавать журналы «Le Timbre-Poste» (Брюссель) и нем. «Magazin für Briefmarken-Sammler» (Лейпциг); в 1864 году вышел в свет первый филателистический журнал США.
В конце XIX века литература по филателии была довольно обширна: на 13 языках выходило до 800 журналов, посвящённых почтовым маркам. Наиболее распространённым был «Illustriertes Briefmarken-Journal», издававшийся братьями Зенф и имевший 17 000 подписчиков. Ещё до начала издания журналов начали выходить каталоги почтовых марок. В числе первых в 1861 году был выпущен каталог А. Потике в Париже, затем появились каталоги Ж.-Б. Моэнса (Брюссель, 1862), Скотта (Нью-Йорк, 1867), «Стэнли Гиббонс» (Великобритания, 1879—1895), «Ивер и Телье» (Франция, 1897—1913). До конца XIX века было издано 720 каталогов и руководств; одними из лучших среди них считались:
- Братья Зенф, «Illustrierter Postwertzeichenkatalog» (Лейпциг, 1892).
- Ж.-Б. Моэнс, «Bibliothèque des Timbrophiles» (Брюссель).
- К. Линденберг, «Die Briefumschläge der deutschen Staaten» (Берлин, 1892).

### XX век
Филателия как один из самых популярных видов коллекционирования продолжала развиваться в XX столетии. Наряду с каталогами «Скотт», «Стэнли Гиббонс» и «Ивер и Телье», начали издаваться каталоги «Цумштейн» (Швейцария, 1909), «Михель» (Германия, 1910), также получившие впоследствии мировую известность.
В 1926 году была основана Международная федерация филателии (ФИП), под патронатом которой с 1929 года регулярно организуются международные филателистические выставки. Так, первая Всемирная филателистическая выставка в Праге прошла в августе — сентябре 1962 года. В 1976 году ФИП уже объединяла национальные общества из 57 стран, которые провели свыше 100 выставок; в 1987 году в ФИП входили свыше 60 стран.
С середины XX века филателия стала наиболее массовой областью любительского коллекционирования, чему способствовали:
- значительно расширившийся почтовый обмен между странами,
- выпуск почтовыми ведомствами большинства стран:
  - коммеморативных (памятных) эмиссий,
  - многокрасочных серий марок, посвящённых истории, важнейшим событиям современности, искусству, фауне, флоре, спорту и пр.;
  - отдельных марок, блоков (сувенирный лист с одной или несколькими напечатанными марками и надписью на полях), цельных вещей, предназначенных специально для филателистов;
- широкая продажа (в том числе комиссионная) коллекционных знаков почтовой оплаты, альбомов, кляссеров и других предметов филателии;
- издание каталогов марок;
- организуемые филателистическими обществами национальные и международные выставки, внутригосударственный и международный обмен, пропаганда филателии через специализированные журналы и другие периодические издания.

Филателистические журналы издавались во многих странах мира, в том числе социалистических: «Филателен преглед» (НРБ), «Filatéliai Szemie» (ВНР), «Sammler Express» (ГДР), «Filatelia Cubana» (Куба), «Filatelista» (ПНР), «Filatelie» (СРР), «Filatelie» (ЧССР); в капиталистических — «The London Philatelist» и «Philatelic Magazine» (Великобритания), «The American Philatelist» и «Linn’s Weekly Stamp News» (США), «Der Sammler-Dienst» и «Deutsche Zeitung für Briefmarkenkunde» (ФРГ), «Austria-Philatelist» (Австрия), «Schweizer Briefmarken Zeitung» (Швейцария), «L'Écho de la timbrologie» («Эхо тэмбрологии») и «La Philatélie française» (Франция), «Il collezionista», «La Tribuna del collezionista», «Cronaca Filatelica», «Francobolli», «Il Nuovo Corriere Filatelico» (Италия), «Dansk Filatelistisk Tidsskrift» (Дания).
В социалистических странах филателия наибольшее развитие получила в СССР, ГДР, ПНР, ЧССР и ВНР, в капиталистических — в ФРГ, Франции, Великобритании, США, Австрии. Уникальными государственными коллекциями почтовых марок в это время располагали Британский музей (Лондон), почтовые музеи в Стокгольме, Париже, Берне, Будапеште; среди известных частных собраний — коллекции английской королевской семьи, Ф. Феррари (Австрия), М. Бурруса (Швейцария), А. Лихтенштейна, А. Хинда и Дж. Бокера (США), Х. Канаи (Япония).
В середине 1970-х годов национальные организации и другие объединения филателии имелись в большинстве стран, а филателией занимались 150—200 млн человек.

### XXI век
С 28 августа по 1 сентября 2004 года в Сингапуре впервые в истории мировой филателии проводился Всемирный чемпионат марок (англ. World Stamp Championship).

## Филателия в России

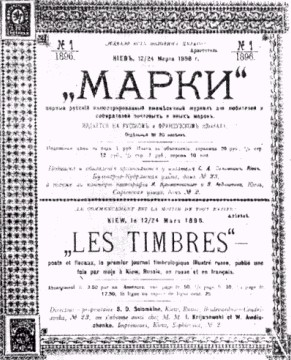
Журнал «Марки» (№ 1, 1896) — печатный орган Московского общества собирателей почтовых марок (с 1896) и Киевского кружка собирателей почтовых марок (1898—1901)

### Филателия в Российской империи
Зарождение филателии в России тесно связано с выпуском первых российских марок (1858) и штемпельных конвертов (1845). Уже в XIX веке некоторые русские марки высоко ценились коллекционерами. Так, 6-копеечная бандерольная марка для восточной корреспонденции выпуска 1863 года оценивалось в 100 немецких марок, 5-копеечный конверт Московской городской почты выпуска 1846 года — в 1000 немецких марок.
Земские марки, чистые (то есть неупотреблённые), также весьма ценились: за марки новейших выпусков платили от 3 до 5 раз дороже действительной ценности. Цены на марки более отдалённых выпусков росли в геометрической прогрессии, а за некоторые марки первых выпусков торговцы спрашивали 400 рублей и дороже. Причина высокой цены на чистые земские марки заключалась в том, что в 1860-х годах никто не думал их собирать. Гашёные (то есть употреблённые) марки были гораздо дешевле, хотя марки первых выпусков были также дороги. Земские марки очень ценились иностранными филателистами; изданы даже несколько сочинений на французском и немецком языках о русских земских марках. Известность также имело сочинение Д. Чудовского «Описание русских земских почтовых марок, конвертов и бандеролей» (Киев, 1888).
В 1866 году в России поступил в продажу первый «Карманный альбом марок». В сентябре 1872 года в рамках проходившей в Москве Политехнической выставки состоялся первый в России показ коллекций знаков почтовой оплаты, подготовленной Почтовым департаментом Министерства внутренних дел.
Самым известным российским филателистом того времени считают Ф. А. Брейтфуса (1851—1911), жившего в Петербурге. Его коллекция марок была признана третьей в мире после собраний Ф. Феррари и Т. Таплинга. Впоследствии часть коллекции Брейтфуса была продана английской торговой фирме «Стэнли Гиббонс».

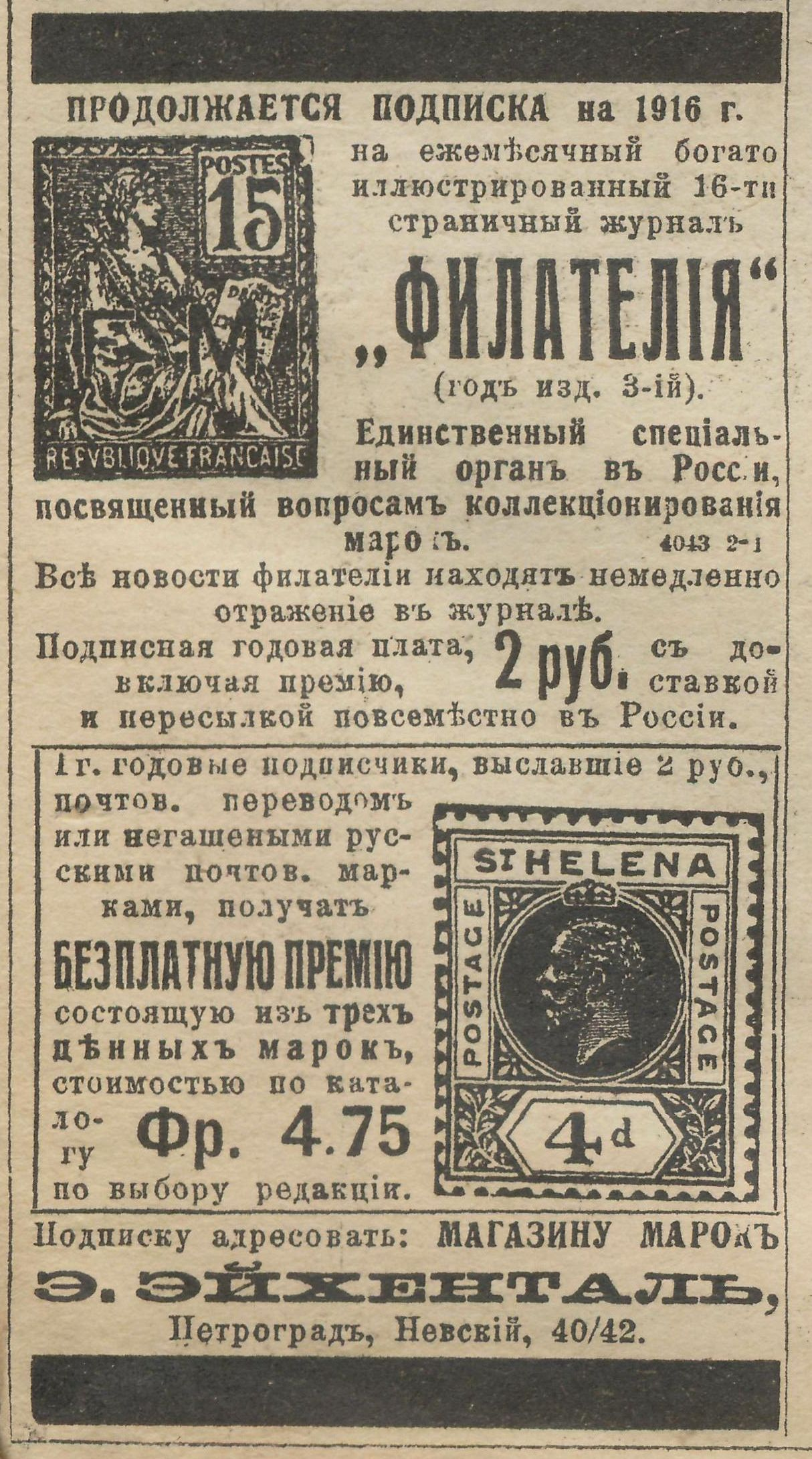
Объявление о подписке на журнал «Филателия» в журнале «Нива» (№ 12, март 1916)

Ещё одним выдающимся российским филателистом был А. К. Фаберже (сын знаменитого ювелирного мастера К. Г. Фаберже), который собрал уникальную коллекцию марок и цельных вещей Российской империи.
В последней четверти XIX века в Москве, Петербурге и других городах России появились общества собирателей почтовых марок. В качестве отделений Дрезденского международного общества филателистов (нем. Internationale Philatelistenverein Dresden) 10 октября 1883 года Ф. А. Брейтфусом была основана Московская секция Международного общества филателистов, первая в России филателистическая организация, а в декабре того же года — Санкт-Петербургская секция. Московская секция просуществовала до 1898 года с перерывом в 1888 и 1889 годах. В марте 1907 года Санкт-Петербургская секция была преобразована в Российское общество филателистов, ставшее первой всероссийской филателистической организацией, которое функционировало до 1918 года.
Кроме того, в 1883 году было основано Московское общество собирателей почтовых марок, вначале неофициально. К 10-летнему юбилею в нём было 26 членов, состоялось 148 заседаний и по поводу юбилея была издана брошюра, в которой была изложена история общества и напечатано извлечение из проекта его устава. После утверждения 1907 году устава оно стало называться Московским обществом собирателей знаков почтовой оплаты.
С ноября 1895 года существовало Санкт-Петербургское (русское) отделение Германского союза филателистов, на базе которого в августе 1906 года было создано Санкт-Петербургское общество собирателей почтовых знаков. Большой популярностью у филателистов пользовался издаваемый обществом ежемесячник «Всемирная почта». Он печатался громадным для тогдашней филателистической периодики тиражом до 800 экземпляров.
В 1896 году в Киеве появился первый филателистический журнал России «Марки». С декабря 1913 года до конца 1917 года ежемесячно в Санкт-Петербурге—Петрограде издавался журнал «Филателия», последние номера которого вышли в первой половине 1918 года.
В 1901 году вышел в свет «Первый русский описательный и иллюстрированный каталог почтовых марок с 200 рисунками».

### Филателия в РСФСР и СССР
В РСФСР первое общество филателистов было создано в 1918 году в Москве. В Московское общество филателистов и коллекционеров (МОФИК) вошло большинство членов дореволюционного Московского общества собирателей знаков почтовой оплаты. МОФИК действовало до февраля 1921 года. Мысль о создании нового общества филателистов была поддержана в 1922 году Российским бюро филателии при Народном комиссариате почт и телеграфов РСФСР и Уполномоченным по марочным пожертвованиям ЦК Помгол при Народном комиссариате внешней торговли РСФСР. Первое организационное собрание нового общества состоялось 6 апреля 1923 года. В соответствии с уставом, утверждённым 15 марта 1923 года, оно стало называться Всероссийским обществом филателистов. Отделения общества имелись в Ереване, Тифлисе, Ташкенте, Ашхабаде, Баку и других городах. В 1924—1925 годах проведена первая Всероссийская филателистическая выставка. Органом Всероссийского общества филателистов был журнал «Советский филателист» (1922—1932; ряд лет назывался «Советский коллекционер»). Всего Общество просуществовало с 1923 года до конца 1930-х годов.
В последующие 15 лет организованное филателистическое движение в СССР практически отсутствовало, если не считать отдельные кружки и клубы в некоторых городах. Однако в 1950-е годы объединения филателистов стали возникать во многих городах страны, и в 1957 году в Москве было создано Московское городское общество коллекционеров (ныне Союз московских филателистов).

Печатный орган ВОФ — журнал «Филателия СССР» (обложка журнала № 2 за 1987 год)

В марте 1966 года было учреждено Всесоюзное общество филателистов (ВОФ). ВОФ было добровольной культурно-просветительской организацией и объединяло филателистов СССР. Оно возникло на основе Московского городского общества филателистов и ряда филателистических объединений в других городах страны. Целью ВОФ являлось всестороннее использование филателии как одного из видов общественно полезной деятельности, сочетающей разумный отдых с расширением культурного кругозора и способствующей коммунистическому воспитанию. Основные направления деятельности ВОФ составляли пропаганда филателии, создание отделений и клубов на местах, научно-исследовательская работа и экспертиза, организация выставок, расширение и укрепление дружеских и культурных связей с зарубежными филателистическими организациями и др.
В 1967 году ВОФ было принято в члены Международной федерации филателии. Деятельностью ВОФ руководило Правление со штаб-квартирой в Москве. Первым председателем ВОФ был Герой Советского Союза Э. Т. Кренкель, с 1977 года — лётчик-космонавт Герой Советского Союза Л. С. Дёмин. В 1977 году ВОФ объединяло свыше 2 тыс. первичных организаций и 3 тыс. клубов юных филателистов (многие из которых имели секции фалеристики, филумении, филокартии, бонистики и др.), свыше 200 тыс. членов. В 1966—1976 годах ВОФ экспонировало на международных выставках свыше 1 тыс. коллекций, отмеченных 854 медалями и 198 призами. За заслуги в развитии и пропаганде советской филателии было учреждено звание «Почётный член ВОФ»; к 1977 году оно было присвоено 62 советским и зарубежным филателистам.
С 1963 года в Москве издавался ежегодник «Советский коллекционер», с 1966 года — ежемесячный журнал «Филателия СССР», печатный орган Министерства связи СССР и ВОФ. Журнал (до 1977 года — бюллетень) публиковал сведения о выпусках новых почтовых марок, знакомил с исследованиями по истории почты и филателии, с тематическим коллекционированием, деятельностью ВОФ и союзов филателистов других социалистических стран; имелся раздел для юных филателистов. На международных филателистических выставках журнал неоднократно отмечался наградами. В 1977 году его тираж составлял около 100 тыс. экземпляров, в 1991 году — 44 тыс. экземпляров.
В 1976 году был выпущен «Каталог почтовых марок СССР. 1918—1974», к которому издавались ежегодные дополнения.
В середине 1970-х годов филателией в СССР занимались 0,5 млн человек, из них свыше 200 тыс. были членами ВОФ. Впоследствии, в 1989 году, ВОФ было преобразовано в Союз филателистов СССР, который функционировал до 1992 года.

### Новейший период
В настоящее время (с 1992 года) действует Союз филателистов России (СФР), правопреемник Союза филателистов СССР. СФР является национальной филателистической организацией России и представляет отечественных филателистов в ФИП (с 1993 года). В состав СФР включены 70 региональных объединений и союзов, в которых зарегистрировано около 50 тысяч филателистов. Журнал «Филателия СССР» издаётся под новым названием «Филателия» и является печатным органом СФР. Союз также издаёт бюллетень «Новости филателии» и ежегодник «Коллекционер». В ноябре 2005 года был проведён IV съезд СФР.
Коллекционеры России участвуют в филателистических выставках под патронатом ФИП, и некоторые из них награждены высокими призами. Самым титулованным российским филателистом называется московский собиратель Л. Я. Мельников; его разработка «Авиапочта СССР» не раз получала большие золотые медали на Всемирных филателистических выставках. В 1997 году в России прошла первая Всемирная филателистическая выставка «Москва — 1997» под эгидой ФИП.

## Виды филателии и коллекций
Изучение предметов коллекционирования в филателии может иметь три разных аспекта:
- Собственно филателистический — бумага, использованная для печатания марки, водяные знаки, размер, тип и форма перфорации, краски, клей, способы печати и гашения, дефекты и ошибки печати и прочее, то есть всё, что подтверждает подлинность марки, время её выпуска, продолжительность обращения, а также разновидности марок в результате отступления в полиграфическом исполнении от основного типа, проекты марок (эссе), пробы печати и цвета, первичные оттиски и др.
- Исторический — политические и экономические условия появления марки, период обращения, причины изъятия, правила использования, специальные гашения и надпечатки, почтовые маршруты, тарифы, оформление корреспонденции, способы доставки и прочее, связанное с историей почты.
- Тематический — теория и практика коллекционирования по определённым темам.

Филателистические коллекции подразделяются на:
- Хронологические — на основе систематизации объектов в порядке последовательности их выпуска.
  - генеральные — собрания всех выпущенных в мире, группе стран, отдельной стране почтовых марок и (или) цельных вещей (разновидности, как правило, отсутствуют).
  - специализированные — включают не только все выпущенные марки и цельные вещи, но и их разновидности (нередко марки на письмах и в листах, эссе, образцы, то есть марки, направляемые государственными почтовыми ведомствами в Бюро Всемирного почтового союза, частью с надпечаткой «образец», и др.).
  - исследовательские — то же, что и специализированные собрания, но отражающие результаты исследований в определённой области истории знаков почтовой оплаты и других памятников почтового обращения.
- Тематические.
  - собственно тематические — на основе индивидуального подхода коллекционера к избранной теме и подбору материалов.
  - мотивные — подбор материалов, объединённых общностью изображений (сюжетов).
  - документальные — собрания марок, почтовых и других документов, раскрывающих тему.
- Коллекции специальных областей филателии, имеющие отношение к истории развития почтового сообщения, оплаты почтовых отправлений и т. п.:
  - воздушная почта (самолётная, вертолётная, дирижабельная, ракетная, аэростатная, планёрная, катапультная, голубиная и др.);
  - корабельная почта;
  - железнодорожная почта;
  - полярная почта[23];
  - подводная почта;
  - пневматическая почта;
  - почтовые марки с ошибками;
  - почтовые штемпели (в том числе домарочного периода, специальные, номерные и др.);
  - штемпели франкировальных машин (отмечающих оплату и дату почтового отправления);
  - марки с фирменными проколами;
  - письма домарочного периода;
  - письма служебной почты;
  - письма полевой почты и др.[9]

## Эволюция филателии
С течением времени собирание марок стало увлечением многих миллионов человек во всём мире. В середине XX века цели коллекционирования существенно изменились, что привело к перемене характера, методов и форм коллекционирования. Анализируя эти процессы в филателистическом движении к середине 1970-х годов, доктор филологических наук М. Теплинский указывал на страницах журнала «Филателия СССР»:
Что преимущественно интересовало филателиста в прошлом? Марка как знак почтовой оплаты. Следовательно, целью коллекции могло быть установление интересных подробностей по истории почты, по истории почтовых тарифов, подробности изготовления марок, технология их производства и т. д. С этой точки зрения очень важны были разновидности, особенности бумаги, зубцовки и пр. Ценились прежде всего гашёные марки, которые действительно прошли почту.

В наше время всё больше и больше филателистов увлекаются тематическим коллекционированием. Процесс этот закономерный, я бы даже сказал — прогрессивный, он будет развиваться и дальше. Но сейчас марка по существу интересует многих филателистов уже не как знак почтовой оплаты. Марка превращается в картинку.
Другой советский филателист Б. М. Кисин в книге «Страна Филателия» (1969) заметил, что постепенно «знаки почтовой оплаты… всё более и более расценивались как произведения искусства». В связи с этим рецензент М. Наумов констатировал:
Таким образом почтовые марки отрываются от почты и превращаются в картинки. Но тогда при чём же здесь филателия?
Указывая на эти очевидные изменения предмета и сущности филателии, М. Теплинский отмечал:
Спор этот представляется мне очень существенным. Действительно, что же мы, филателисты, сейчас преимущественно собираем: знаки почтовой оплаты или картинки?

Я, разумеется, имею в виду не филателистов, ведущих серьёзную исследовательскую работу в этой области, а широкую массу коллекционеров, которые никогда и не помышляли об участии во всесоюзной выставке (не говоря уже о международной), которые, может быть, вообще не читают филателистическую литературу. Беру на себя смелость сказать, что большинство современных филателистов собирают именно картинки — признаём мы это или нет.
Одним из подтверждений превращения знаков почтовой оплаты в картинку может быть, например, появление картмаксимумов и области их коллекционирования — максимафилии, поскольку изготовление картмаксимумов не вызвано почтовой необходимостью и даже специальное почтовое гашение на них по сути является фиктивным. Картмаксимумы возникли как отражение новой тенденции в филателии.
Ещё одной кардинальной переменой в среде филателистов стало появление интереса к коллекционированию преимущественно чистых, не прошедших почту марок. А. И. Качинский это стремление объяснял, например, так:
Для тематических коллекций... более подходят негашёные марки... Нас в первую очередь интересует изображение на них, и предпочтительнее, чтобы оно не было закрыто гашением.
Следовательно, при тематическом коллекционировании на первое место выступает изображение, то есть картинка, а не зубцовка или способ печати. Это, по мнению М. Теплинского, неминуемо приведёт к вырождению филателии, к её слиянию с филокартией.
Новые тенденции нашли широкое отражение в филателистической литературе. Так, в «Филателистическом словаре», изданном в 1969 году, указывалось:
С филателистической точки зрения почтовые марки — миниатюрные произведения графического искусства, выполненные полиграфическими средствами.
В свою очередь, Б. М. Кисин называл марки произведениями «государственной графики».
Полемизируя с подобными формулировками, М. Теплинский подчёркивал, что почтовая марка является прежде всего государственным, официальным изданием. В то же время сугубо официальный характер марок определяет отображающиеся на них политические, идеологические и культурные особенности данной страны:
…Благодаря маркам можно не просто лучше узнать ту или иную страну, её флору и фауну, историю и живопись, но выяснить политику государства, которая прямо или косвенно отражается в выборе марочных сюжетов, характере откликов на те или иные знаменательные события, и т. д.

## Интересные факты
- Первая коллекция почтовых отправлений, причём весьма полная, якобы была собрана в Древнем Египте 4600 лет назад. В гробнице фараона Аменоптиса из IV династии (около 2575 года до н. э.) якобы археолог Тапельтгам обнаружил набор прекрасно сохранившихся египетских почтовых штемпелей с обозначением мест отправки в количестве 186 штук. Каждый из штемпелей был наложен на отдельное папирусное письмо синей, иногда красной краской, и каждый папирус находился в герметически закрытом медном цилиндре. В 1919 году коллекция была перевезена в Британский музей[28]. В книге английского филателиста Джеймса Маккея утверждалось, что в 1970-х годах письма были переданы Каирскому музею[29][30].
- В 1840-х годах в лондонской газете «Таймс» было размещено объявление неизвестного молодого человека, желавшего оклеить свою спальню гашёными марками. При этом, благодаря помощи друзей, он уже имел 16 000 марок, но этого количества было всё-таки недостаточно[11].
- Марками оклеивали также галстуки, шляпы, автомобили[31]. В середине XX века в США, в Балтиморе, подвенечное платье одной невесты было украшено 30 000 чистых (негашёных) марок, а в Калифорнии коллекция некоего пастора итальянского происхождения, в которой имелось 149 242 марки, была расклеена на стенах и потолке двух его комнат. Марки на потолке одной из комнат образовывали американский флаг, в котором полосы составляли итальянские марки, а звёзды — американские двухцентовые. Эта коллекция собиралась пастором 30 лет и стоила немалых денег[11].
- Представитель австрийской ветви Ротшильдов в своё время скупил целиком один из первых выпусков афганских марок и сжёг затем все марки за исключением немногих на глазах у агентов крупнейших марочных фирм, тем самым нажившись на продаже оставшихся марок[11].
- 22 сентября 1972 года папа римский Павел VI подписал апостольское письмо архиепископу венскому, согласно которому Архангел Гавриил является патроном почты и филателии. По ходатайству венского архиепископа на основании этого письма австрийская почта издала в 1973 году почтово-благотворительную марку с изображением архангела (1490) и текстом «Архангел Гавриил — защитник и патрон филателии» (Sc #B329). Данную идею «пробил» во время папской аудиенции в 1972 году президент Всемирного союза филателистов имени святого Гавриила, шеф-редактор австрийского журнала «Die Briefmarke» Бруно Гримм[32].